# ژیان‌مرغک رخ‌دارچینی
ژیان‌مرغک رخ‌دارچینی (نام علمی: Phylloscartes parkeri) گونهای از پرندگان تیرهٔ ژیان‌مرغان (Tyrannidae) است که در بولیوی و پرو یافت می‌شود.